# Coline Serreau
Pour les articles homonymes, voir Serreau.
Coline Serreau est une actrice, réalisatrice et scénariste française, née le 29 octobre 1947 à Paris. Elle a notamment écrit et dirigé les films Trois Hommes et un couffin, La Crise et La Belle Verte. Elle a aussi composé quelques thèmes musicaux pour ses films et dirige en outre une chorale qu'elle a créée.

## Biographie
Fille de l'écrivaine Geneviève Serreau et du metteur en scène Jean-Marie Serreau, Coline Serreau va une partie de son enfance à l'école de Beauvallon, alors dirigée par Marguerite Soubeyran.
Elle fait ensuite des études de Lettres, entre au Conservatoire de Musique, bénéficie de cours de trapèze à l’école du cirque d'Annie Fratellini et apprend la danse classique et moderne. Attirée par le théâtre, elle entre au centre de La Rue Blanche en 1968, elle est stagiaire à la Comédie-Française en 1969, avant de s'orienter vers l'écriture de scénarios pour le cinéma et le théâtre, et la mise en scène au théâtre, au cinéma et à l'opéra.
En 1975, elle se lance dans la réalisation cinématographique et connaît un vrai succès auprès de la critique en 1977 avec son second film Pourquoi pas ! lequel réunit Sami Frey, Mario Gonzalez et Christine Murillo, et traite d'un trio amoureux composé de deux hommes vivant en couple et de leur amie commune. En 1985, Trois Hommes et un couffin apparaît sur les écrans de cinéma. Avec plus de 12 millions d'entrées, il compte parmi les records du nombre d'entrées pour un film français. Elle réalise ensuite Romuald et Juliette, La Crise (César du meilleur scénario), La Belle Verte, Chaos, 18 Ans après, Saint-Jacques… La Mecque et Solutions locales pour un désordre global en 2010, Couleur locale en 2013, Tout est permis en 2014 et Pierre Brossolette en 2015.
Elle a réalisé entre-temps, en 1991, entre deux longs-métrages, un clip incorporé dans le film Contre l'oubli et consacré à un couple emprisonné au Malawi, Vera Chirwa et son époux.
Elle a également joué dans de nombreux spectacles de théâtre qu'elle a écrits ou non : Lapin Lapin, Quisaitout et Grobêta (cinq Molières), Le Salon d'été et Le Cercle de craie caucasien de Bertolt Brecht.
Elle a été longtemps la compagne du metteur en scène de théâtre suisse Benno Besson, qui fut le codirecteur du Berliner Ensemble avec Bertolt Brecht, ils sont les parents de Madeleine Besson.
En 2003, elle crée et dirige la Chorale du delta,.
En mars 2018, sa nomination en tant que directrice du théâtre municipal de la ville de Nevers est contestée. Le 6 octobre 2018, la saison culturelle du théâtre municipal de Nevers démarre sans Coline Serreau qui après plusieurs mois de silence a déclaré deux semaines plus tôt « renoncer au projet d’exploitation du théâtre dans le cadre d’une résolution amiable sans contrepartie » dans une lettre envoyée au maire de Nevers, lue en conseil municipal, et après un référé préfectoral obligeant la municipalité à annuler la procédure.

## Filmographie

### Réalisatrice et scénariste

#### Longs métrages
- 1975 : Mais qu'est-ce qu'elles veulent ? (documentaire)
- 1977 : Pourquoi pas !
- 1980 : Grand-mères (mini-série), épisode Grand-mères de l'Islam (téléfilm)
- 1982 : Qu'est-ce qu'on attend pour être heureux !
- 1985 : Trois Hommes et un couffin
- 1989 : Romuald et Juliette
- 1992 : La Crise
- 1996 : La Belle Verte
- 2001 : Chaos
- 2002 : 18 Ans après
- 2005 : Saint-Jacques… La Mecque
- 2010 : Solutions locales pour un désordre global (documentaire)
- 2014 : Tout est permis (documentaire)
- 2014 : Couleur locale (téléfilm)
- 2015 : Pierre Brossolette ou les Passagers de la lune (téléfilm)

#### Courts métrages
- 1991 : Contre l'oubli, court métrage Pour Vera Chirwa, Malawi (30e anniversaire d'Amnesty International)
- 1996 : Lumière sur un massacre - segment L'Enfant
- 2006 : Dix films pour en parler - segment 5 (contre les violences conjugales)

#### Clip
- 2013 : Si pour Zaz

### Scénariste pour d'autres
- 1973 : On s'est trompé d'histoire d'amour de Jean-Louis Bertuccelli
- 1987 : Trois Hommes et un bébé (Three Men and a Baby) de Leonard Nimoy (scénario original)
- 1990 : Tels pères, telle fille (Three Men and a Little Lady) d'Emile Ardolino (scénario original)

### Actrice
- 1971 : Un peu, beaucoup, passionnément de Robert Enrico
- 1971 : La Part des lions de Jean Larriaga
- 1972 : Pont dormant (série télévisée) (9 épisodes) : Nicole Vidal
- 1974 : La Folie des bêtes (série télévisée) (2 épisodes) : Evelyne
- 1974 : On s'est trompé d'histoire d'amour de Jean-Louis Bertuccelli : Anne
- 1974 : Dada au coeur de Claude Accursi : Lily
- 1975 : Sept morts sur ordonnance de Jacques Rouffio : Madame Mauvagne
- 1977 : La Communion solennelle de René Féret : non créditée au générique
- 1977 : Pourquoi pas ! d'elle-même : la trapéziste
- 1980 : Le Fou de mai de Philippe Defrance : Josée
- 1996 : La Belle Verte d'elle-même : Mila
- 2002 : Le Cercle de craie caucasien de Vitold Grand'Henry : Groucha

## Musique

### Composition
Coline Serreau a composé quelques thèmes musicaux pour deux de ses films, La Belle Verte (1996) et 18 Ans après (2002)

### Mises en scène d'opérette, d'opéras et de danse
- 2000 : La Chauve-Souris, opérette de Johann Strauss fils, Opéra Bastille
- 2002 : Le Barbier de Séville, opéra de Gioacchino Rossini, Opéra Bastille
- 2012 : Manon, opéra de Jules Massenet, Opéra Bastille
- 2023 : Les Quatre Saisons de Vivaldi, à La Seine musicale, musique baroque et danse hip-hop

### Direction de chœur
Coline Serreau dirige depuis 2003 la Chorale du Delta.

## Théâtre

### Metteur en scène
- 1998 : Le Salon d'été, de Coline Serreau, mise en scène de l'auteur, théâtre municipal de Roanne (création[14])
- 2006 : L'École des femmes de Molière, théâtre de la Madeleine
- 2007 : Transe, ballet de Njagui Hagbé et Ousmane Sy, théâtre de l'Agora, scène nationale d'Évry et de l'Essonne
- 2018 : adaptation et mise en scène de Trois Hommes et un couffin au théâtre du Gymnase[15]
- 2019 : mise en scène de sa pièce Lapin Lapin à Berlin au Schiller théâtre[16].

### Auteur
- 1994 : Quisaitout et Grobêta, mise en scène Benno Besson, théâtre de la Porte-Saint-Martin (création)
- 1996 : Moi, un homme… ancien marin, mise en scène Richard Doublier, Festival Off d'Avignon (création)
- 1998 : Le Salon d'été, mise en scène Coline Serreau, théâtre municipal de Roanne (création[14])
- 1999 : Le Théâtre de verdure, mise en scène Benno Besson, théâtre Vidy-Lausanne (création le 1er janvier 1999)

### Comédienne
- 1957 : Les Coréens de Michel Vinaver, mise en scène Jean-Marie Serreau, théâtre de l'Alliance française
- 1971 : Le Songe d'une nuit d'été de William Shakespeare, mise en scène Jean Gillibert, théâtre de Châteauvallon
- 1971 : Un petit nid d'amour de Georges Michel, mise en scène Alain Scoff, théâtre de Plaisance
- 1972 : Le Soir des diplomates de et mise en scène Romain Bouteille, Poche Montparnasse
- 1973 : Liolà de Luigi Pirandello, mise en scène Henri Delmas et Gabriel Garran, théâtre de la Commune Aubervilliers
- 1974 : Othello de William Shakespeare, mise en scène Stephan Meldegg, Festival du Marais
- 1976 : Comme il vous plaira de William Shakespeare, mise en scène Benno Besson, Festival d'Avignon
- 1978 : Le Cercle de craie caucasien de Bertolt Brecht, mise en scène Benno Besson, Festival d’Avignon
- 1986 : Lapin lapin d'Élie Bourquin[17], mise en scène Benno Besson, théâtre de la Ville
- 1986 : Le Dragon d'Evgueni Schwartz, mise en scène Benno Besson, théâtre de la Ville
- 1994-1995 : Quisaitout et Grobêta de Coline Serreau, mise en scène Benno Besson, théâtre de la Porte-Saint-Martin
- 1995 : Quisaitout et Grobêta de Coline Serreau, mise en scène Benno Besson, théâtre de Nice
- 1996 : Lapin lapin d'Élie Bourquin, mise en scène Benno Besson, théâtre de la Porte-Saint-Martin
- 1997 : Lapin lapin d'Élie Bourquin, mise en scène Benno Besson, théâtre des Célestins, tournée
- 2001 : Le Cercle de craie caucasien de Bertolt Brecht, mise en scène Benno Besson, théâtre national de la Colline, théâtre Vidy-Lausanne, CADO
- 2002 : Le Cercle de craie caucasien de Bertolt Brecht, mise en scène Benno Besson, théâtre national de Bretagne
- 2006 : L'École des femmes de Molière, mise en scène Coline Serreau, théâtre de la Madeleine
- 2023 : La Belle Histoire de Coline Serreau, mise en scène Coline Serreau, théâtre Michel

## Publications
- Coline Serreau, Quisaitout et Grobêta suivi de : Le Théâtre de verdure, Arles, France, Actes Sud, coll. « Papiers », 1998, 100 p. (ISBN 978-2-7427-1909-9, OCLC 41526406)
- Coline Serreau, Lapin lapin, suivi de : Le Salon d'été, Arles, France, Actes Sud, coll. « Papiers », 2000, 1re éd., 148 p. (ISBN 978-2-7427-2658-5)
- Coline Serreau et Charlotte Erlih, L'Académie Fratellini : le cirque de plain-pied, Saint-Denis, Arles, France, Actes Sud, coll. « L'impensé », 2008, 112 p. (ISBN 978-2-7427-6994-0, LCCN 2008485525)
- Coline Serreau, La Belle Verte, Arles, France, Actes Sud, coll. « Beaux livres », 2009, 118 p., 120 p. + 1 DVD (ISBN 978-2-7427-8290-1, LCCN 2009503466)
- Coline Serreau et Charlotte Erlih, Solutions locales pour désordre global, Arles, France, Actes Sud, coll. « Essais sciences humaines et politiques », 2010, 233 p. (ISBN 978-2-7427-8954-2)

## Distinctions

### Décorations
- Commandeur de l'ordre des Arts et des Lettres[18]
- Commandeur de l'ordre national du Mérite (décret du 7 juin 2024)[19]
- Officier de la Légion d'honneur (décret du 27 mars 2016[20])
- Membre de l'Académie des Beaux-Arts[21], elle a été élue au fauteuil de Pierre Schoendoerffer, dont elle a prononcé l'éloge sous la Coupole le 11 décembre 2019.

### Récompenses
- Prix SACD 2004 : Grand Prix de la SACD